# 光泉カトリック幼稚園
光泉カトリック幼稚園（こうせんかとりっくようちえん、英称：Kousen Catholic Kindergarten）は、滋賀県草津市にあるカトリックの私立幼稚園。

## 沿革

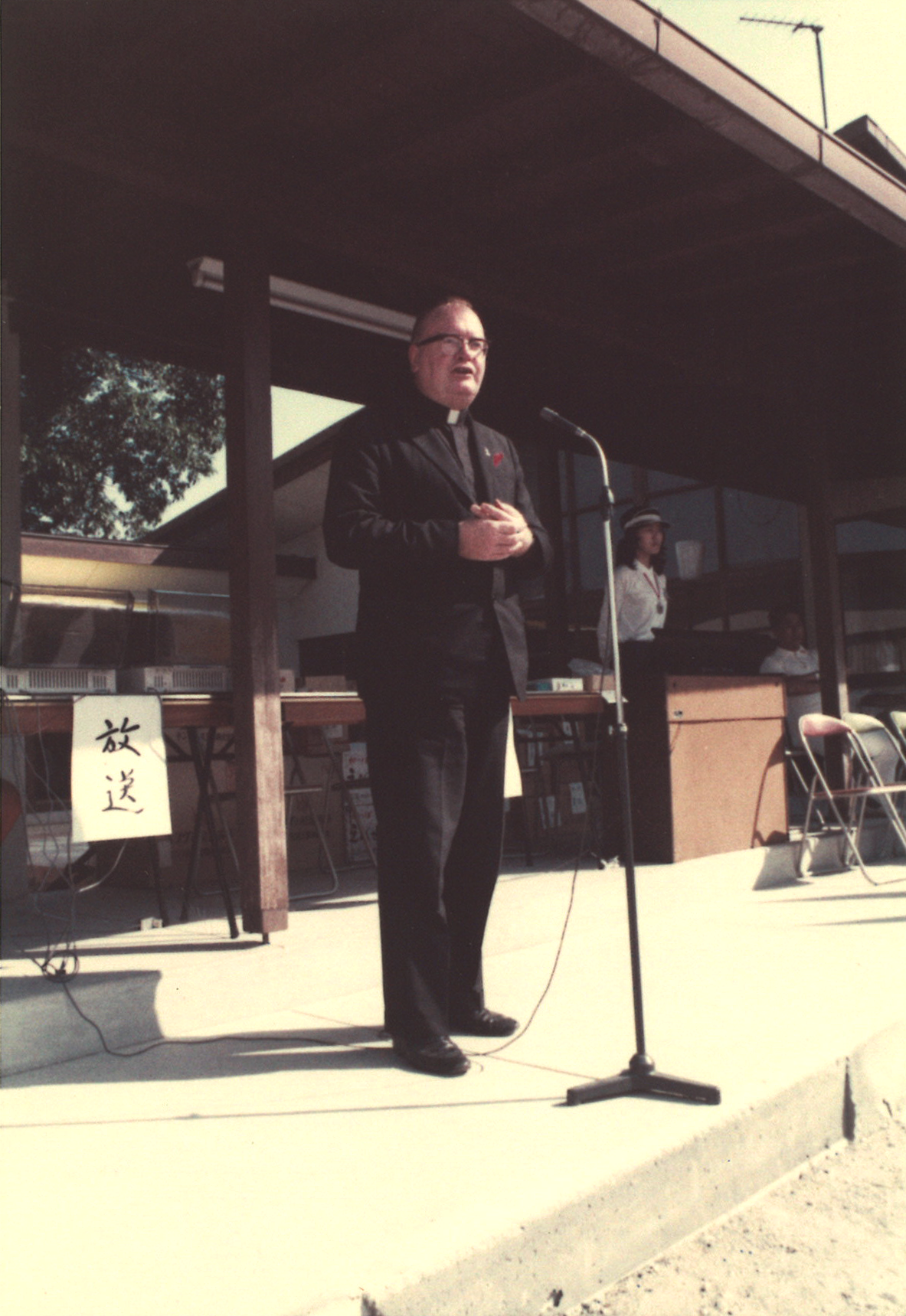
運動会の開会式で挨拶するスミス神父（1971年）

1970年（昭和45年）4月、大津市三大寺に瀬田カトリック幼稚園として開園。初代園長は、メリノール宣教会のアルフレッド・スミス神父。1974年（昭和49年）、第2代園長に山田右神父就任。1999年（平成11年）4月、学校法人滋賀カトリック学園から学校法人聖パウロ学園に移管され瀬田光泉幼稚園と改称した。現園長は、馬場淳子。
瀬田園舎は開園後四次にわたって増築され、県内私立幼稚園としては園児数上位の大型幼稚園となる。
3歳から5歳児の預かり保育、3歳時に優先入園可能な入園準備保育2歳児保育「いちご組」、サッカー、英語、体操の課外教室も開設する。
2020年（令和2年）4月、園名を系列校の光泉カトリック中学校、光泉カトリック高等学校（旧光泉中学校・光泉高等学校）とともに光泉カトリック幼稚園に変更した。同時に制服を新デザインに変更（大田垣妙子デザイン）。
園舎・園庭地下に近江国国庁跡遺跡（奈良 - 平安時代）。があることから改築を行わず、2021年度（令和3年度）に系列校の光泉カトリック中学校・高等学校の校地、草津市野路町に園舎を新築移転。
近くにある光泉カトリック保育園は、別の社会福祉法人聖パウロ会の運営。

## 建学の理念
基本的には光泉カトリック中学校・高等学校と同じ。
- 地の塩、世の光（新約聖書マタイ福音書：地の塩のように、「社会の中で役立つ人間」、世の光のように、「この世を照らし、輝く人間」になる）
- 愛と正義と責任ある自由（隣人を自分のことのように愛する、不正には果敢にいどむ正義感、責任を伴った自由）

## 教育
「心と身体が元気に育つ」を教育の基盤として、「心」：カトリックの教えに基づいた「愛」、人間関係を育むこと、「身体」：子どもらしく健全に成長するために、元気に遊んで身体を鍛え育つことを保育の第一の目的として、そのうえで人の脳の発達時期「3歳から5歳」に着目して創造力、表現力を豊かにする授業にもまた力を入れる。
聖パウロ学園の教育目標は、
1. カトリックの教えに基づく人格形成
2. 学力の伸長による進路の保障
3. 創造性豊かな国際人の育成

幼稚園向けには「教育姿勢」として、以下のように示す。
1. 愛で育て、愛を教える（「教育目標」1の幼稚園での実践。カトリックの教え（愛）に基づいた幼児教育を実践し、そのことを通じて園児にカトリックの教えを教える）
2. 未来を考える（同2と3の幼稚園での実践。進学に必要な知的能力を高める、グローバル人材（国際人）に必要な語学の基盤（聞く、話す）を形成し、表現のモチベーションを高める）
3. 研究する（同3の幼稚園での実践。表現力を高める特徴的な教育手法を継続的に研究する等の取り組み）

## アート・アカデミック・アスレチック
幼児教育の領域を、欧米の教育機関のように「Art（表現。絵画・造形のような製作活動の領域）」「Academic（知的な学習。識字、読書、語学、数概念などの領域）」「Athletic（運動・体操、外遊びなど身体活動の領域）」の3Aに分け、しかも対等に扱う幼児教育を方針とする。
アート
絵画や造形のテクニックを磨くのではなく、「表現」そのものを育てる教育。自己表現とか自己実現を通じて、グローバル人材に必要な表現力を、絵画・造形・音楽・演劇など芸術創作を通じて高める、イタリア式教育手法を参考に実践する。
アカデミック
正課で頭の働きを高める環境をつくることに特色があり、漢字、英語、百玉そろばんを取り入れる。発展段階に応じた学齢別教育、クラス編成を行う。。英会話は大手英会話スクールに委託、ネイティブ講師と日本人講師によるチームティーチング、幼稚園正課のレッスンとしては全国最高水準の回数。系列の光泉カトリック中学校・光泉カトリック高等学校が推進するグローバル人材育成教育と同じ考え方のもと、幼稚園での英語はその準備段階と位置付ける。
アスレチック
第一に健全な精神を育てる、「基盤」としての心身の発育を重視して、熱心に何かに取り組む姿勢を育てるだけでなく、片や自由でのびのびとした環境にも気を配り、メリハリのある保育の実現をめざす。自由な園庭遊びの時間や、園舎中央吹抜け部の遊戯室（「ピアッツァ（広場）」）を利用した全天候対応可能な体操など、身体活動の時間もバランスよく確保する。光泉カトリック中学校・高等学校の学習農園（約39,000平米）が隣接しており、同農園の一部で農作物（さつまいも）育成・収穫など、遠足以外の野外活動として実施している。5歳児１泊保育では、自然環境が豊かな外部保養施設を利用し、1泊2日のほぼ全期間を野外活動に充てる。

## 園舎

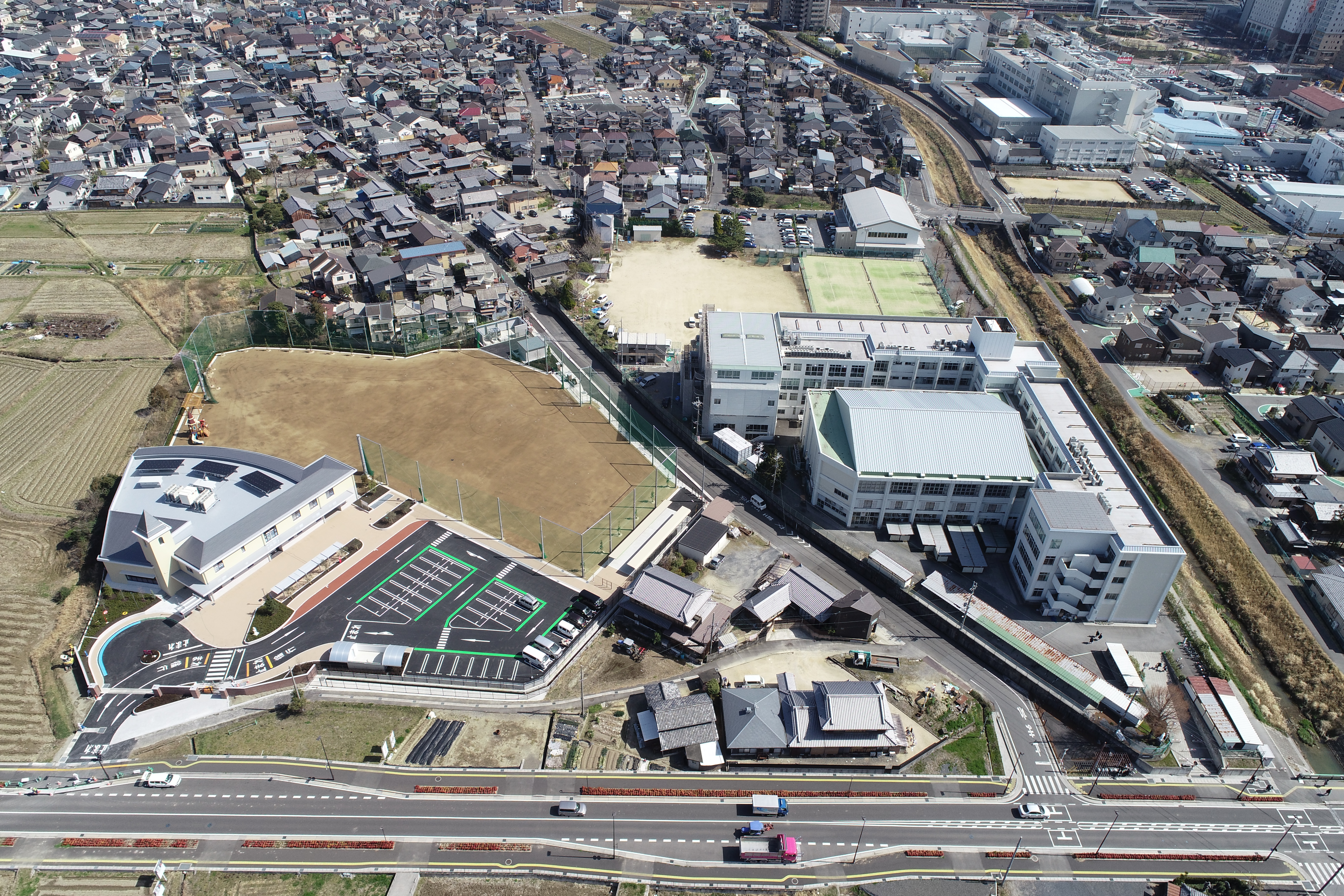
幼稚園園舎（左）と中学・高校校舎（右）（2021年）

2021年3月竣工。RC構造2階建。教会を模したベルタワーを設置。全教室が中央遊戯室または遊戯室前バルコニーに接し、行き止まりのない回遊性の高い園児動線で安全に自由に園舎内を動き回ることが可能。

## その他
園児送迎バスあり（廃止予定。新規入園者利用不可）。
通園：徒歩・自転車送迎のほか、園敷地内に送迎車用一時駐車場設置、自家用車送迎可。
給食：行事日を除き保育日は毎日実施。

## 系列校
- 光泉カトリック中学校・高等学校（隣接校地）